# Dan Jorgensen (zwemmer)
Daniel Ploug (Dan) Jorgensen (New London (Connecticut), 4 april 1968) is een Amerikaans zwemmer.

## Biografie
Jorgensen won tijdens de Olympische Zomerspelen 1988  goud op de 4x200m vrije slag, Jorgensen zwom alleen in de series. Vier later zwom Jorgensen wederom de series van de olympische 4x200m vrije slag, ditmaal moest hij genoegen nemen met een bronzen medaille.

## Internationale toernooien
| Jaar | Olympische Spelen                                                        | WK                                                     | Pan pac                                                                     |
| ---- | ------------------------------------------------------------------------ | ------------------------------------------------------ | --------------------------------------------------------------------------- |
| 1985 |                                                                          |                                                        | 1500m vrije slag                                                            |
| 1986 |                                                                          | 400m vrije slag · 1500m vrije slag · 4x200m vrije slag |                                                                             |
| 1987 |                                                                          |                                                        |                                                                             |
| 1988 | 14e 400m vrije slag · 4x200m vrije slag · Jorgensen zwom enkel de series |                                                        |                                                                             |
| 1989 |                                                                          |                                                        | 400m vrije slag · 800m vrije slag · 7e 1500m vrije slag · 4x200m vrije slag |
| 1990 |                                                                          |                                                        |                                                                             |
| 1991 |                                                                          | 12e 1500m vrije slag · 4x200m vrije slag               | 400m vrije slag                                                             |
| 1992 | 14e 400m vrije slag · 4x200m vrije slag · Jorgensen zwom enkel de series |                                                        |                                                                             |